# Chars Frankenstein
Pour les articles homonymes, voir Char (homonymie).
 (avril 2024).
L'expression "chars Frankenstein" (en anglais "Frankenstein tanks", parfois écrit "Frankentank") désigne un ensemble de véhicules d'assaut blindés agrégeant différents composants et pièces détachées issus de sources diverses pour créer de nouveaux véhicules à utiliser sur le champ de bataille.
Cette expression est vraisemblablement apparue dans le contexte de la guerre en Ukraine, même si la modernisation de véhicules blindés pour répondre aux problématiques guerrières contemporaines n'est pas un fait neuf.

## Contexte de naissance de l'expression
L'invasion de l'Ukraine par la Russie le 24 février 2022 a entraîné l'engagement de véhicules blindés de combat russes sur le champ de bataille. L'importante perte d'une partie de ces chars d'assauts lors des combats a entraîné l'engagement de véhicules de plus en plus datés et parfois technologiquement obsolètes, datant pour certains de l'ère soviétique, au sortir de la Seconde Guerre mondiale.
En réponse, a été remarquée l'émergence de véhicules hybrides de fortune, modernisés ou simplement modifiés par l'ajout de pièce détachées sur des modèles existants. Certains de ces véhicules ont été observés via l'Open Source InTelligence (OSINT) sur les réseaux sociaux, mais ceux-ci ont parfois été officiellement présentés, par exemple lors du forum d'exposition ARMY-2023 qui s'est tenu en Août 2023 à Kubinka, en Russie.

## Principe de fonctionnement
Ces modifications peuvent être légères (comme l'ajout de cages anti-drones explosifs "FPV" ou de blindages), pour répondre aux réalités militaires contemporaines, comme être plus lourdes avec le remplacement des armes par d'autres, en contexte de diminution des réserves de munitions disponibles. Un premier article du journal ukrainien "Kyiv Post" daté du 8 mars 2023 emploie l'expression "Frankenstein tanks" pour parler de ces véhicules de fortune utilisés par les forces russes, en référence au Monstre de Frankenstein, créature fictive issue de l'assimilation de membres provenant de divers cadavres.
Les véhicules russes hybridisés observés pouvaient alors porter des armements provenant de véhicules qui ne sont pas des chars d'assauts comme des roquettes anti-sous-marins RBU-6000 "Smerch-2" ou bien des lance-missiles S-8 ou S-5 destinés initialement à des hélicoptères de combat.
Le magazine américain Forbes rapporte la création et l'utilisation de chars "Frankenstein" à partir de mai 2023 par l'armée ukrainienne à partir de diverses pièces de chars russes capturés.